# Жан-Марк Шанеле
Жан-Марк Шанеле (фр. Jean-Marc Chanelet, нар. 23 липня 1968, Париж) — французький футболіст, що грав на позиції захисника.
Виступав, зокрема, за клуби «Нант» та «Ліон».
Дворазовий володар Кубка Франції. Дворазовий володар Суперкубка Франції. Володар Кубка французької ліги. Триразовий чемпіон Франції.

## Ігрова кар'єра
У дорослому футболі дебютував 1989 року виступами за команду «Істр», у якій провів чотири сезони. 
Протягом 1993—1995 років захищав кольори клубу «Нім-Олімпік».
Своєю грою за останню команду привернув увагу представників тренерського штабу клубу «Нант», до складу якого приєднався 1995 року. Відіграв за команду з Нанта наступні п'ять сезонів своєї ігрової кар'єри. Більшість часу, проведеного у складі «Нанта», був основним гравцем захисту команди. За цей час двічі виборював титул володаря Кубка Франції, ставав володарем Суперкубка Франції.
У 2000 році уклав контракт з клубом «Ліон», у складі якого провів наступні чотири роки своєї кар'єри гравця. За цей час додав до переліку своїх трофеїв ще один титул володаря Суперкубка Франції, ставав володарем Кубка французької ліги, чемпіоном Франції (тричі).
Завершив ігрову кар'єру у команді «Гренобль», за яку виступав протягом 2004—2006 років.

## Титули і досягнення
- Володар Кубка Франції (2):

«Нант»: 1998-1999, 1999-2000
- Володар Суперкубка Франції (2):

«Нант»: 1999
«Ліон»: 2002
- Володар Кубка французької ліги (1):

«Ліон»: 2000-2001
- Чемпіон Франції (3):

«Ліон»: 2001-2002, 2002-2003, 2003-2004